# Миленфлис
Миленфлис (њем. Mühlenfließ) општина је у њемачкој савезној држави Бранденбург. Једно је од 38 општинских средишта округа Потсдам-Мителмарк. Према процјени из 2010. у општини је живјело 946 становника. Посједује регионалну шифру (AGS) 12069402.

## Географски и демографски подаци
Миленфлис се налази у савезној држави Бранденбург у округу Потсдам-Мителмарк. Општина се налази на надморској висини од 60 метара. Површина општине износи 58,2 km². У самом мјесту је, према процјени из 2010. године, живјело 946 становника. Просјечна густина становништва износи 16 становника/km².